# Queen Mary's Peak
Queen Mary's Peak é o ponto mais alto da ilha de Tristão da Cunha, atingindo a altitude de 2062 m. Recebeu o seu nome a partir de Mary de Teck, a Rainha consorte de Jorge V do Reino Unido. É o ponto mais alto do Território Britânico Ultramarino de Santa Helena, Ascensão e Tristão da Cunha.
É o cume de um grande vulcão em escudo que forma a ilha. 
A única erupção em tempos históricos foi a de 1961, de um cone na costa norte da ilha. Os residentes na ilha foram evacuados.
O Queen Mary's Peak foi usado por marinheiros em rota entre a Europa e o Oceano Índico, e como ajuda à navegação. No século XVII, a East India Company deu ordens aos capitães para velejar via Tristão da Cunha.
A escalada até ao topo demora de 5 a 10 horas, em função da resistência e forma física dos escaladores, sendo obrigatório um guia local.